# Bothriembryon spenceri
Bothriembryon spenceri је пуж из реда Stylommatophora и фамилије Orthalicidae. 

## Угроженост
Ова врста се сматра рањивом у погледу угрожености врсте од изумирања.

## Распрострањење
Ареал врсте је ограничен на једну државу. 
Аустралија је једино познато природно станиште врсте.